# Franco Marvulli
Franco Marvulli (Zúric, 11 de novembre de 1978) és un ciclista suís especialista en la pista. Plata als Jocs Olímpics de 2004, ha aconseguit també cinc medalles als Campionats del Món en pista, quatre d'elles d'or. Ha obtingut nombroses victòries en proves de sis dies.

## Palmarès en pista
- 2001
  - Campió d'Europa en Òmnium Endurance
  - 1r als Sis dies de Grenoble (amb Alexander Aeschbach)
- 2002
  -  Campió del món de Scratch
  - Campió d'Europa en Òmnium Endurance
- 2003
  -  Campió del món de Scratch
  -  Campió del món de Madison (amb Bruno Risi)
  - Campió d'Europa en Òmnium Endurance
  - 1r als Sis dies de Grenoble (amb Alexander Aeschbach)
  - 1r als Sis dies de Moscou (amb Alexander Aeschbach)
- 2004
  -  Medalla de plata als Jocs Olímpics d'Atenes en Madison (amb Bruno Risi)
  - Campió d'Europa de Madison (amb Alexander Aeschbach)
  - 1r als Sis dies de Grenoble (amb Alexander Aeschbach)
- 2005
  - 1r als Sis dies de Stuttgart (amb Bruno Risi i Kurt Betschart)
- 2006
  - Campió d'Europa de Madison (amb Bruno Risi)
  - 1r als Sis dies de Grenoble (amb Alexander Aeschbach)
  - 1r als Sis dies de Maastricht (amb Bruno Risi)
  - 1r als Sis dies de Fiorenzuola d'Arda (amb Marco Villa)
  - 1r als Sis dies d'Aguascalientes (amb Luis Fernando Macías)
  - 1r als Sis dies de Zuric (amb Bruno Risi)
- 2007
  -  Campió del món de Madison (amb Bruno Risi)
  - 1r als Sis dies de Stuttgart (amb Bruno Risi i Alexander Aeschbach)
  - 1r als Sis dies de Fiorenzuola d'Arda (amb Bruno Risi)
  - 1r als Sis dies de Zuric (amb Bruno Risi)
  - 1r als Sis dies de Copenhaguen (amb Bruno Risi)
  - 1r als Sis dies de Hasselt (amb Bruno Risi)
  - 1r als Sis dies de Dortmund (amb Bruno Risi)
  - 1r als Sis dies de Múnic (amb Bruno Risi)
  - 1r als Sis dies de Zuidlaren (amb Bruno Risi)
- 2008
  - 1r als Sis dies de Fiorenzuola d'Arda (amb Bruno Risi)
  - 1r als Sis dies de Copenhaguen (amb Bruno Risi)
  - 1r als Sis dies de Hasselt (amb Bruno Risi)
  - 1r als Sis dies de Berlín (amb Bruno Risi)
  - 1r als Sis dies de Torí (amb Bruno Risi)
- 2009
  - 1r als Sis dies de Grenoble (amb Luke Roberts)
  - 1r als Sis dies de Fiorenzuola d'Arda (amb Alexander Aeschbach)
  - 1r als Sis dies de Zuric (amb Bruno Risi)
  - 1r als Sis dies de Múnic (amb Bruno Risi)
  - 1r als Sis dies de Tilburg (amb Tristan Marguet)
- 2010
  - 1r als Sis dies de Grenoble (amb Alexander Aeschbach)
  - 1r als Sis dies de Bremen (amb Bruno Risi)
- 2011
  - 1r als Sis dies de Zuric (amb Iljo Keisse)
- 2012
  - 1r als Sis dies de Fiorenzuola d'Arda (amb Tristan Marguet)
- 2013
  - 1r als Sis dies de Bremen (amb Marcel Kalz)

### Resultats a laCopa del Món
- 1999
  - 1r a Ciutat de Mèxic, en Puntuació
- 2001
  - 1r a Ipoh, en Persecució
  - 1r a Szczecin i Ipoh, en Madison
- 2002
  - 1r a Monterrey, en Scratch
  - 1r a Kunming, en Puntuació
  - 1r a Kunming, en Madison
- 2004
  - 1r a la Classificació general, en Scratch

## Palmarès en ruta
- 2004
  - Vencedor d'una etapa de la Volta a El Salvador
- 2005
  - Vencedor de 2 etapes de la Volta a El Salvador
- 2009
  - Vencedor d'una etapa del Tour de Nova Caledònia